# Newsteadia gomyi
Newsteadia gomyi är en insektsart som beskrevs av Richard 1979. Newsteadia gomyi ingår i släktet Newsteadia och familjen vaxsköldlöss.
Artens utbredningsområde är Réunion. Inga underarter finns listade i Catalogue of Life.